# Champions de France de natation en bassin de 50 m du 5 × 50 m nage libre

## 5 × 50 mètres nage libre messieurs
| Championnats | Championnats                        | 5 × 50 mètres nage libre messieurs | 5 × 50 mètres nage libre messieurs | 5 × 50 mètres nage libre messieurs | 5 × 50 mètres nage libre messieurs | 5 × 50 mètres nage libre messieurs |
| ------------ | ----------------------------------- | ---------------------------------- | ---------------------------------- | ---------------------------------- | ---------------------------------- | ---------------------------------- |
| 1908         |                                     | Libellule de Paris                 |                                    |                                    |                                    | 4 min 13 s 0                       |
| 1909         |                                     | Libellule de Paris                 |                                    |                                    |                                    | 3 min 17 s 0                       |
| 1910         |                                     | Libellule de Paris                 |                                    |                                    |                                    | 3 min 34 s 2                       |
| 1911         |                                     | Libellule de Paris                 |                                    |                                    |                                    | 3 min 09 s 2                       |
| 1912         |                                     | Libellule de Paris                 |                                    |                                    |                                    | 2 min 47 s 4                       |
| 1913         |                                     | Libellule de Paris                 |                                    |                                    |                                    | 3 min 04 s 2                       |
| 1914         | non disputé                         |                                    |                                    |                                    |                                    |                                    |
| 1915         | Paris Les bains Deligny             | non disputé                        |                                    |                                    |                                    |                                    |
| 1916         | Paris Les bains Deligny             | non disputé                        |                                    |                                    |                                    |                                    |
| 1917         | Paris Les bains Deligny             | non disputé                        |                                    |                                    |                                    | .                                  |
| 1918         | Paris Les bains Deligny             | non disputé                        |                                    |                                    |                                    |                                    |
| 1919         | Tourcoing                           | SCUF                               |                                    |                                    |                                    | 2 min 42 s 0 RF                    |
| 1920         | Paris La Villette, Bassin Niclausse | Enfants de Neptune de Tourcoing    |                                    |                                    |                                    | 2 min 52 s 6                       |
| 1921         | Strasbourg                          | Enfants de Neptune de Tourcoing    |                                    |                                    |                                    | 2 min 44 s 2                       |
| 1922         | Tourcoing                           | Enfants de Neptune de Tourcoing    |                                    |                                    |                                    | 2 min 37 s 2 RF                    |
| 1923         | Arras                               | AS Strasbourg                      |                                    |                                    |                                    | 2 min 35 s 4 RF                    |
| 1924         | non disputé                         |                                    |                                    |                                    |                                    |                                    |
| 1925         | Paris Les tourelles                 | SN Strasbourg                      |                                    |                                    |                                    | 2 min 33 s 4                       |
| 1926         | Paris Les tourelles                 | Enfants de Neptune de Tourcoing    |                                    |                                    |                                    | 2 min 32 s 0                       |